# 生死格鬥2
《死或生2》是由Team Ninja开发、特库摩发行的格斗游戏。本作于1999年在街机平台首次亮相，后于2000年移植到Dreamcast和PlayStation 2家用游戏机平台。本作是继初代《死或生》（1996年）之后，死或生系列格斗游戏的第二作。游戏后续推出了多个加强版，包括街机升级版《死或生2 千禧版》和《死或生2 核心版》。
游戏剧情围绕双线展开：一方面，天狗中的败类五百峰万骨坊从天狗界逃到人间兴风作浪；另一方面，在DOATEC创始人兼首席执行官菲姆·道格拉斯被谋杀后，DOA大赛的目的和意义也发生了变化。本作对游戏系统加以改进，添加了许多新功能；游戏改进并推广了多层战斗场景的设计，并采用世嘉NAOMI硬件改进了前作的图形引擎。
《死或生2》获得了普遍好评，销量不俗，并被誉为有史以来最伟大的格斗游戏之一。2004年，在Xbox平台推出的《死或生 终极版》收录了《死或生2》的重制版。2012年，《死或生2 核心版》在日本PlayStation Network上发布，并于2015年在北美发布。《死或生2》的续作《死或生3》于2001年推出。